# نونین
نونین می‌تواند به یکی از ترکیبات شیمیایی زیر اشاره داشته باشد:
- ۱-نونین
- ۲-نونین
- ۳-نونین
- ۴-نونین